# Серебрянський Олег Васильович
Олег Васильович Серебрянський (нар. 14 березня 1955, Запоріжжя, Українська РСР, СРСР — 29 грудня 2024, Сімферополь) — радянський футболіст, півзахисник, український спортивний функціонер і тренер, чемпіон СРСР (1983), майстер спорту СРСР (1983).

## Футбольна біографія
Народився Олег Серебрянський в Запоріжжі, де його батько, офіцер, проходив службу. Пізніше родина переїхала в Херсон, там Олег розпочав займатися футболом. У 15 років отримав запрошення в шкільну збірну Української РСР, з якою здобув перемогу на всесоюзній Спартакіаді і незабаром став гравцем молодіжного складу херсонського «Локомотива».
У 1972 році, молодий футболіст отримав запрошення в київське «Динамо», де грав за молодіжну команду, у складі якої двічі ставав переможцем чемпіонату СРСР серед дублерів.
На початку 1976 року, Серебрянський перейшов в одеський «Чорноморець», і дебютував у вищій лізі чемпіонату СРСР. Але твердим гравцем основного складу одеситів Олег так і не став, і наступного року перебрався в першолігову «Таврію», яку тренував Сергій Шапошников. Початок сезону в новій команді складався невдало, на одному з тренувань, зіштовхнувся з партнером і отримав травму, перелом щелепи. Але відновившись, практично одразу став гравцем основного складу кримської команди, де виступав на позиції центрального півзахисника. 18 серпня 1977 року, в поєдинку проти одного з лідерів першої ліги, ташкентського «Пахтакора», відзначився голом, вперше вразивши ворота суперника у складі команди майстрів. У своєму першому сезоні за сімферопольський колектив Олег провів 37 матчів і забив 3 м'ячі, ставши бронзовим призером першості першої ліги.
На початку 1980 року, будучи до того часу вже одним з лідерів сімферопольців, Серебрянський повернувся у київське «Динамо». На старті сезону провів п'ять матчів у розіграші національного кубка, але пробитися до складу команди Лобановського було досить складно і вже в квітні Олег повернувся в «Таврію». Команду до того часу очолив новий тренер — Анатолій Полосін, який запросив в колектив ряд нових футболістів. В перший же сезон, з новим тренером і оновленим складом, команда дала результат, ставши переможцем першолігового турніру і завоювала путівку у вищу лігу. Сезон, в елітному дивізіоні радянського футболу, для таврійців видався невдалим: незважаючи на всі старання Серебрянського з партнерами, команда посіла підсумкове 17 місце, залишивши вищу лігу.
У 1982 році півзахисник «Таврії» отримав запрошення відразу від двох клубів вищої ліги — одеського «Чорноморця» та «Дніпра». Олег вирішив відгукнутися на пропозицію Володимира Ємця та Геннадія Жиздика, розпочавши новий сезон у дніпропетровській команді, де одразу ж став гравцем основного складу. У своєму дебютному матчі за дніпрян зумів відзначитися голом, вразивши ворота ленінградського «Зеніту».
Сезон 1983 року став найуспішнішим в кар'єрі Серебрянського. «Дніпро», вперше у своїй історії став чемпіоном СРСР, а сам півзахисник вніс істотний внесок у тріумф дніпропетровського клубу, ставши найкращим асистентом команди, віддавши 9 гольових передач, при цьому встановивши своєрідний клубний рекорд — у поєдинку проти «Ністру» він протягом 45 хвилин віддав п'ять результативних передач партнерам. У наступному році, 3 жовтня 1984 року, Серебрянський зіграв свій єдиний матч у Кубку європейських чемпіонів, взявши участь у матчі «Дніпра» проти турецького «Трабзонспора».
У чемпіонаті СРСР 1984 року «Дніпро» знову йшло в лідируючій групі і в результаті посіло 3 місце. Але Серебрянський, який покинув команду до завершення першості, через недостатню кількість зіграних матчів, бронзовим медалістом не став. Однією з причин, яка вплинула на рішення покинути дніпропетровський колектив, стала можливість спробувати свої сили за кордоном, в одній команді з країн соціалістичного табору. Але в підсумку, футболісту не дали дозвіл на виїзд з країни і переїзду не судилося здійснитися. Так само давала про себе знати і конкуренція за місце в основному складі, на позиції досвідченого півзахисника все частіше грала «висхідна зірка» дніпропетровського футболу — Геннадій Литовченко. В результаті, новий сезон Олег провів у команді «Колос» з Павлограда, а по його закінченні повернувся в Сімферополь, де проживала сім'я і наступні два роки відіграв у «Таврії», яка на той час виступала в другій лізі. Досвідчений футболіст став одним з лідерів кримського колективу, який став у 1986 році срібним призером турніру, а в наступному році переможцем першості і володарем путівки у першу лігу. По закінченню сезону Олег, який через часті травми вимушений був проводити останні поєдинки «на уколах», вирішив завершити активну ігрову кар'єру.

## Подальша кар'єра
Закінчивши грати, Серебрянський працював завучем сімферопольської СДЮШОР, був тренером другої команди «Таврії» і молодіжної збірної Криму. На початку 1990-х, разом з дружиною, майстром спорту з гімнастики Любов'ю Серебрянською, брав участь у створенні сімферопольської школи художньої гімнастики. З 1992 року стає її керівником — директором спортивного клубу художньої гімнастики «Грація».
Помер 5 січня 2025 року в окупованому РФ Сімферополі у віці 69 років.

## Досягнення
- Чемпіон СРСР: 1983
- Переможець першої ліги СРСР: 1980
- Чемпіон Української РСР: 1987

## Родина
- Дружина — майстер спорту, заслужений тренер України з художньої гімнастики Любов Овсіївна Серебрянська (Дубенко) (1952—2003).
- Дочка — олімпійська чемпіонка з художньої гімнастики Катерина Серебрянська,
- Онук — Євген.

## Статистика
| Сезон             | Команда             | Чемпіонат | Чемпіонат | Чемпіонат | Кубок | Кубок | Інші турніри | Інші турніри | Інші турніри |
| Сезон             | Команда             | Ліга      | Ігри      | Голи      | Ігри  | Голи  |              | Ігри         | Голи         |
| ----------------- | ------------------- | --------- | --------- | --------- | ----- | ----- | ------------ | ------------ | ------------ |
| 1976              | «Чорноморець»       | Д-1       | 7         | 0         | 2     | 0     | —            | —            | —            |
| 1977              | «Таврія»            | Д-2       | 37        | 3         | 1     | 0     | —            | —            | —            |
| 1978              | «Таврія»            | Д-2       | 38        | 8         | 1     | 0     | —            | —            | —            |
| 1979              | «Таврія»            | Д-2       | 45        | 3         | 3     | 1     | —            | —            | —            |
| 1980              | «Динамо» (Київ)     | Д-1       | —         | —         | 5     | 0     | —            | —            | —            |
| 1980              | «Таврія»            | Д-2       | 38        | 3         | —     | —     | —            | —            | —            |
| 1981              | «Таврія»            | Д-1       | 25        | 1         | 5     | 1     | —            | —            | —            |
| 1982              | «Таврія»            | Д-2       | 2         | 0         | 7     | 1     | —            | —            | —            |
| 1982              | «Дніпро»            | Д-1       | 23        | 3         | —     | —     | —            | —            | —            |
| 1983              | «Дніпро»            | Д-1       | 26        | 1         | 2     | 0     | —            | —            | —            |
| 1984              | «Дніпро»            | Д-1       | 13        | 2         | 2     | 0     | КЄЧ          | 1            | 0            |
| 1984              | «Дніпро»            | Д-1       | 13        | 2         | 2     | 0     | КС           | 1            | 0            |
| 1985              | «Колос» (Павлоград) | Д-3       | 26        | 4         | 1     | 2     | —            | —            | —            |
| 1986              | «Таврія»            | Д-3       | 38        | 8         | 4     | 1     | —            | —            | —            |
| 1987              | «Таврія»            | Д-3       | 33        | 4         | 1     | 0     | —            | —            | —            |
| Усього за кар'єру | Усього за кар'єру   | Д-1       | 94        | 7         | 34    | 6     |              | 2            | 0            |
| Усього за кар'єру | Усього за кар'єру   | Д-2       | 160       | 17        | 34    | 6     |              | 2            | 0            |
| Усього за кар'єру | Усього за кар'єру   | Д-3       | 97        | 16        | 34    | 6     |              | 2            | 0            |